# Rudolf I. Habsburški
Rudolf I. Habsburški je bil od leta 1273 do svoje smrti prvi nemški kralj iz dinastije Habsburžanov, * 1. maj 1218, grad Limburg (Baden), † 15. julij 1291, Speyer
Rudolfova izvolitev je pomenila konec dolgega medvladja, ki se je začelo po smrti cesarja Friderika II. Hohenstaufena leta 1250. Prvotno švabski grof je bil Rudolf prvi Habsburžan, ki je pridobil vojvodini Avstrijo in Štajersko v tekmi s svojim mogočnim tekmecem, češkim kraljem Otokarjem II. Slednjega je leta 1278 premagal v bitki pri Marchfeldu. Vojvodini sta ostali pod habsburško oblastjo več kot 600 let in tvorili jedro Habsburške monarhije in današnje republike Avstrije. Rudolf je odigral ključno vlogo pri povišanju grofovske hiše Habsburžanov v rang cesarskih knezov.

## Življenjepis

### Izvolitev in utrjevanje oblasti
Sin grofa Albrehta Rudolf je bil leta 1273 izvoljen za kralja. Dogodki pa so se odvijali takole:
Osnova za Rudolfovo izvolitev je bila v njegovem močnem položaju na jugovzhodu kraljestva in v njegovi vojaški sposobnosti. Zdel se je primeren, da se postavi po robu Otokarju Přemyslu ali morebiti francoskemu kralju Filipu III.; naklonjeni so mu bili Staufovci; v njegovo izvolitev pa je privolil tudi papež.
 11. septembra so razglasili trije cerkveni volilni knezi in posvetni volilni knez, da nameravajo sodelovati na volitvah. V tem času naj bi vzpostavili tudi stike s saškim vojvodom in brandenburškim mejnim grofom, po katerih naj bi se zedinili, da bodo volili Rudolfa. Tako so volilni knezi dosegli soglasje, da je bil 1. oktobra 1273 v Frankfurtu - kljub Otokarjevemu nasprotovanju, ki ga je pisno izrazil papežu - izvoljen za svetorimskega kralja.
Ker je Rudolf na osnovi odloka državnega zbora 1274 zahteval, naj češki kralj Otokar II. Přemysl vrne babenberško-spanheimske posesti, je prišlo med njima do vojne. Otokar se je z dunajskim mirom 1276 odrekel Avstriji, Štajerski, Koroški in Slovenski marki v korist Rudolfu, ki jih je dal v upravljanje grofu Majnhardu Goriškemu.
Rudolf je dokončno dobil te pokrajine, ko si jih je Otokar hotel spet prilastiti, ter bil ubit v bitki na Moravskem polju 1278. Leta 1282 je dal Rudolf svojima sinovoma Albrehtu in Rudolfu v fevd Avstrijo, Štajersko, Kranjsko in Koroško pod pogojem, da se odrečeta Koroški, ki jo je upravljal Majnhard.
Rudolf je z dvojno poroko svojih in Otokarjevih otrok nevtraliziral dotedanje sovražnike ter iz Avstrije, Štajerske, Kranjske in Koroške, imenovane habsburške dedne dežele, katerim je leta 1363 pripadla tudi Tirolska, napravil temelj za vzpon dinastije. Rudolf je trdil, da je ogrsko-hrvaški kralj Bela IV. podvrgel Ogrsko in Hrvaško pod zaščito cesarja Friderika II. v času tatarskega vdora, zato ju je 1290 predal svojemu sinu Albrehtu I. Avstrijskemu (1255–1308), ki pa se jima je moral odreči po porazu v vojni z Andrejem III. Beneškim.

### Širjenje habsburške posesti
V letih 1306-08, po smrti Venčeslav III., zadnjega člana dinastije Přemysl, so se Habsburžani in Goriški borili za češko krono. V tej vojni je habsburška vojska prvič zasedla precejšnje dele slovenskih dežel, ki so bile v rokah Goriških: Šentvid pri Glini (Sankt Veit), Celovec (Klagenfurt), Velikovec (Völkermarkt), Slovenj Gradec na Koroškem ter Višnjo goro in Kranj na Kranjskem. Po miru iz leta 1311 sta ostali Habsburžanom Slovenska Bistrica in del Savinjske krajine severno od Save, Goriškim pa deli Koroške in Kranjske južno od Save. Habsburžani so leta 1308 sprejeli vazalsko prisego Žovneških grofov (kasneje Celjskih knezov).